# En moderne Musketer
En moderne Musketer er en amerikansk stumfilm fra 1917 af Allan Dwan.

## Medvirkende
- Douglas Fairbanks som Ned Thacker / D'Artagnan
- Marjorie Daw som Elsie Dodge
- Kathleen Kirkham som Mrs. Dodge
- Eugene Ormonde som Forrest Vandeteer
- Edythe Chapman som Mrs. Thacker